# Perchlorate de rhodium(III)
Le perchlorate de rhodium(III) est un composé chimique de formule Rh(H2O)6(ClO4)3. Il s'agit du sel de perchlorate ClO4− et du complexe aqua [Rh(H2O)6]3+. Il se présente comme un solide jaune hygroscopique qui peut être obtenu par réaction d'hydrate de chlorure de rhodium(III) [Rh(H2O)6]Cl3 et d'acide perchlorique HClO4 à haute température :
[Rh(H2O)6]Cl3 + 3 HClO4 ⟶ [Rh(H2O)6](ClO4)3 + 3 HCl.